# Невшатель (кантон)
Республика и кантон Невшатель, или просто Невшате́ль (фр. Neuchâtel, нем. Neuenburg — «новый за́мок»; в русских текстах встречается вариант Нёшатель) — франкоязычный кантон на западе Швейцарии. Административный центр — город Невшатель. Население — 178 291 человек (на 31.12.2023). Кантон считается республикой, субъектом Швейцарской Конфедерации.

## География
Площадь кантона
- всего — 802,96 км² (15-е место среди кантонов),

в том числе:
- суши — 716,72 км²;
- водной поверхности — 86,24 км² (Бильское озеро — 0,50 км², Невшательское озеро — 85,74 км²).

Кантон располагается на западе Швейцарии с западной стороны Невшательского озера и граничит: на западе — с Францией, на севере — с кантонами Юра (Jura) и Берн (Bern), на востоке — с кантонами Фрибур (Fribourg) и Во (Vaud) по Невшательскому озеру, на юге — с кантоном Во.
С юго-запада на северо-восток тянется горная цепь Юра.

## История
Невшатель был заселен, как то доказывают свайные постройки, уже в очень глубокой древности. В I веке н. э. он был завоеван римлянами. Через него проходили полчища алеманнов и франков; в 534 году он подпал под власть франкских королей, в IX веке — бургундских, в XI веке — императоров германских.
С XII века во главе Невшателя стоял старинный бургундский род графов Невшательских; после его прекращения власть перешла к Церингенам. В 1504 году, вследствие брачного союза Иоанны, дочери графа Невшательского Филиппа, Невшатель перешел в руки французского принца Людовика Орлеанского, герцога Лонгевильского. Ещё задолго до этого, в 1406 году Невшатель заключил «вечный союз» с Берном, а также с Золотурном (1369), Фрейбургом (1495) и Люцерном (1501), что ввело его в сферу интересов и отношений швейцарских штатов.
Около 1530 года в Невшателе начала быстро распространяться реформация, проповедником которой явился Фарель.
Вестфальский мир признал Невшатель самостоятельным княжеством. В 1707 году, после смерти Марии Немурской и прекращения Лонгевильского дома, на вакантный престол заявили притязания 15 претендентов. Борьба разных влияний (в особенности французского, прусского и бернского) в совете сословий княжества окончилась избранием Фридриха I, короля прусского. Невшатель сохранил, однако, значительную долю самостоятельности; новый владетель должен был подтвердить все привилегии и вольности Невшателя, а также признать его договор со швейцарскими штатами.
Связь Невшателя с Пруссией временно порвалась с образованием Гельветической республики в 1798 году. В 1806 году Пруссия уступила Невшатель Наполеону, который назначил князем Невшателя маршала Бертье. Последний ни разу не посетил своего государства и в 1814 году, по Парижскому миру, за пожизненную ренту в 34000 талеров отказался от него в пользу Пруссии, причем территория княжества была несколько увеличена.
Прусский король даровал Невшателю конституционную хартию, признав его государством совершенно отдельным от Пруссии. Вслед за тем Невшатель был принят в Швейцарский союз, как 21-й кантон, и это было санкционировано Венским конгрессом. С тех пор он жил двойственной жизнью члена республиканского союза и княжества, подвластного прусскому королю. Положение это представляло много неудобств; столкновения между властью и населением были неизбежны, и недовольство постоянно обострялось.
В 1830 году, ввиду надвигавшейся революции, король прусский согласился на реформу конституции; старинное сословное представительство было заменено всенародным, причем князь-король сохранил за собой право назначения 10 членов в законодательное собрание, избираемое народом (1 депутат на 500 душ населения). Это не предотвратило революционного движения, подавленного энергичными мерами правительства; значительное большинство законодательного совета осталось, однако, республиканским.
Во время войны с Зондербундом правительство кантона хотя и не решилось открыто присоединиться к последнему, но отказалось двинуть войска на помощь союзу.
29 февраля 1848 году в Локле и Шо-де-Фон республиканцы произвели восстание и выбрали временное правительство; на следующий день они заняли сам город Невшатель и провозгласили республику. Новая конституция была принята 5800 голосами против 4400.
Прусский король ограничился словестным протестом; но через 8 лет его сторонники в Невшателе, под руководством графа Пурталеса, ночью 3 сентября 1856 года завладели Локлем и захватили довольно много правительственных лиц. На следующий день, однако, Локль был обратно взят правительственной милицией, а роялисты, в числе 530 человек, арестованы. Пруссия потребовала их амнистии; Швейцария ответила отказом, и некоторое время казалось, что война неизбежна. Вмешательство Наполеона III предотвратило её: король прусский в 1857 году формально отказался от невшательской короны, даже без денежного вознаграждения, которого он сперва требовал (но сохранил титул князя невшательского); Швейцария, со своей стороны, согласилась на амнистию. В 1858 году была принята новая конституция.
В 1873 году была несколько видоизменена, в демократическом направлении, избирательная система.

## Население
Большинство населения — франкоговорящие швейцарцы. Верующие — на момент появления протестантизма — протестанты, в настоящий момент — протестанты и католики.

## Административное деление
По состоянию на 2025 год в состав кантона Невшатель входят 24 коммуны (фр. communes).
До 2017 года кантон делился на 6 дистриктов (фр. districts), которые были объединены в 4 региона (фр. régions):
- регион Литтораль (фр. Littoral):
  - Будри (фр. Boudry)[6],
  - Невшатель (нем. Neuenburg, фр. Neuchâtel),
- регион Монтань (фр. Montagnes):
  - Ла-Шо-де-Фон (фр. La Chaux-de-Fonds),
  - Ле-Локль (фр. Le Locle),
- регион Валь-де-Рус (фр. Val-de-Ruz):
  - Валь-де-Рус (фр. Val-de-Ruz),
- регион Валь-де-Травер (фр. Val-de-Travers):
  - Валь-де-Травер (фр. Val-de-Travers).

C 1 января 2018 года дистрикты были упразднены и коммуны перешли в непосредственное подчинение кантону. Регионы сохранены для статистических целей, а также образуют избирательные округа на выборах кантонального парламента, но не имеют административных функций.

## Управление
Законодательную власть в кантоне осуществляет Большой совет (Grand Conseil), исполнительная власть находится в ведении Государственного совета (Conseil d'État), состоящего из пяти членов, суд апелляционной инстанции — Кантональный Суд (Tribunal cantonal), суды первой инстанции — областные суды (Tribunaux régionaux). На прошедших 26 апреля 2009 выборах в Государственный совет победу одержала FDP, которая сумела занять три места. Два места — у SP.

## Экономика

### Доходы населения
С 2017 года в кантонах Невшатель и Юра установлен второй самый высокий минимальный размер оплаты труда в мире (после кантона Женева самый высокий в мире (23 франка (€21,30) в час или 4086 франков (€3785,47) в месяц) и он составляет 20 франков (€18,53) в час или около 3600 франков (€3335,21) в месяц).